# Goniophlebium demersum
Goniophlebium demersum là một loài thực vật có mạch trong họ Polypodiaceae. Loài này được (Brause) Rodl-Linder miêu tả khoa học đầu tiên năm 1990.